# Pikmin 3
Pikmin 3 (ピクミン3, Pikumin Surī) é um jogo eletrônico de estratégia em tempo real desenvolvido pela Nintendo EAD e publicado pela Nintendo para o Wii U em 13 de julho de 2013 no Japão, 26 de julho na Europa e 4 de agosto na América do Norte.
O jogo possui diversos elementos da série Pikmin. Na campanha single-player, o jogador controla três capitães alienígenas, que exploram a superfície de um planeta nomeado de PNF-404 em busca de sementes de frutas. Eles fazem amizade com os Pikmin que os ajudam no combate, resolvendo quebra-cabeças e acumulando recursos.
Pikmin 3 recebeu críticas positivas após o seu lançamento. Os críticos elogiaram sua jogabilidade, seus gráficos e design de nível. Pikmin 3 Deluxe, um relançamento aprimorado para o Nintendo Switch, foi lançado em 30 de outubro de 2020. Uma sequência chamada Pikmin 4, foi lançada em julho de 2023.

## Jogabilidade
Enquanto os Pikmin vermelho, amarelo, roxo,branco e azul retornam dos jogos anteriores da série Pikmin, Pikmin 3 introduz dois novos tipos de Pikmin: Pikmin rocha, que é usado esmagar através de barreiras mais resistentes e vidro, e o Pikmin rosa alado que pode atacar inimigos em voo e carregar itens através do ar. Há três personagens novos: Alph, Charlie e Brittany. O objetivo do jogo é coletar frutas para levar de volta ao planeta do jogador, Koppai. Assim como o primeiro jogo da série, Pikmin 3 tem um limite de tempo diário, mas desta vez, o tempo de jogo pode ser aumentado quando se coletam frutos para as reservas de alimento do jogador, que pode aumentar o tempo de jogo para, no máximo, 99 dias.
O jogo apresenta um modo multijogador competitivo para dois jogadores em telas separadas, num modo chamado "Bingo Battle" na qual cada jogador tem uma grade 4 por 4 de itens a serem coletados, na forma de uma cartela de bingo. O objetivo é conseguir quatro itens em uma linha em seu tabuleiro, primeiro.

## Desenvolvimento
Shigeru Miyamoto deu a primeira pista sobre a possibilidade de uma jogo Pikmin em julho de 2007, em uma entrevista com a IGN, dizendo "Eu certamente não acho que nós vimos o último Pikmin. Eu definitivamente gostaria de fazer alguma coisa com a série, e eu acho que a interface do Wii em particular é bastante adequada para a franquia." Uma entrevista posterior do CNET.com em abril de 2008 noticiou que "Por agora, Miyamoto pensa em outros projetos para o Wii, mencionando seu desejo de continuar a série Pikmin."
Um novo jogo Pikmin foi eventualmente confirmado na E3 2008 durante uma mesa-redonda com os desenvolvedores da Nintendo, na qual Miyamoto declarou que seu time estava trabalhando numa nova entrada para a série. Entretanto, detalhes sobre a jogabilidade e o desenvolvimento não foram mencionados. Durante uma entrevista coletiva de Miyamoto na E3 2011, Miyamoto afirmou que o desenvolvimento de Pikmin 3 foi movido para o Wii U, o console sucessor do Wii.
Em 5 de junho de 2012, Pikmin 3 foi exibido na conferência de imprensa da Nintendo's na E3 do mesmo ano. Foi demonstrado alguns dos novos aspectos de jogabilidade, incluindo o Pikmin rocha e o uso do GamePad.

## Recepção
Pikmin 3 recebeu críticas geralmente favoráveis. A maioria dos revisores elogiou seus níveis bem projetados, gráficos de alta qualidade e jogabilidade. A revista japonesa Famitsu classificou como 37/40, com três notas nove e um dez. The Sunday Times avaliou o jogo com 5 estrelas. A IGN deu a nota 8.8 de 10 e elogiou o design do jogo, entretanto criticou a sua duração, dizendo que era muito curto. Croshaw, do The Escapist, elogiou os gráficos, controles e o caráter urgente do jogo, mas criticou as funcionalidades do Gamepad do Wii U.

### Vendas
No Japão, Pikmin 3 tornou-se o jogo mais vendido em sua semana de lançamento, com cerca de 93 mil cópias sendo vendidas. No Reino Unido, o jogo estreou em segundo lugar na parada de jogos, atrás apenas de Minecraft para o Xbox 360. No Estados Unidos, tornou-se o jogo mais vendido em sua semana de estreia. De acordo com o NPD Group, 115 mil unidades foram vendidas em seu primeiro mês, entrando na lista mensal de softwares na décima posição. Em 31 de dezembro de 2013, cerca de 210.000 unidades foram vendidas nos EUA.
Pikmin 3 Deluxe tornou-se o jogo em mídia física mais vendido durante sua primeira semana de lançamento no Japão, com 171.349 cópias físicas vendidas. Em 18 de janeiro de 2021, 513.000 cópias físicas haviam sido vendidas no Japão, tornando-se o jogo da série mais vendido no território japonês. Em 31 de março de 2021, 2,04 milhões de unidades de Pikmin 3 Deluxe foram vendidas. A partir de dezembro de 2021, o jogo vendeu 2.23 milhões de cópias em todo o mundo.